# Aleksander Fijałkowski (poseł)
Aleksander Fijałkowski (ur. 1876, zm. po 1930) – polski polityk, rolnik w Polichnie (pow. piotrkowski), poseł na Sejm Ustawodawczy (1919–1922) z ramienia PSL „Piast”. Do 1930 w Radzie Naczelnej PSL „Piast”, dalsze losy nie są znane.